# Arisztomenész (komédiaköltő)
Arisztomenész (i. e. 5. század – i. e. 4. század) görög komédiaköltő
Életéről semmit sem tudunk. Arisztophanész versenytársa volt, korabeli feljegyzések szerint „Admétosz” című darabját Arisztophanész „Plutosz” című darabjával együtt játszották. Komédiáiból csupán töredékek maradtak fenn.